# Мецо-тинто

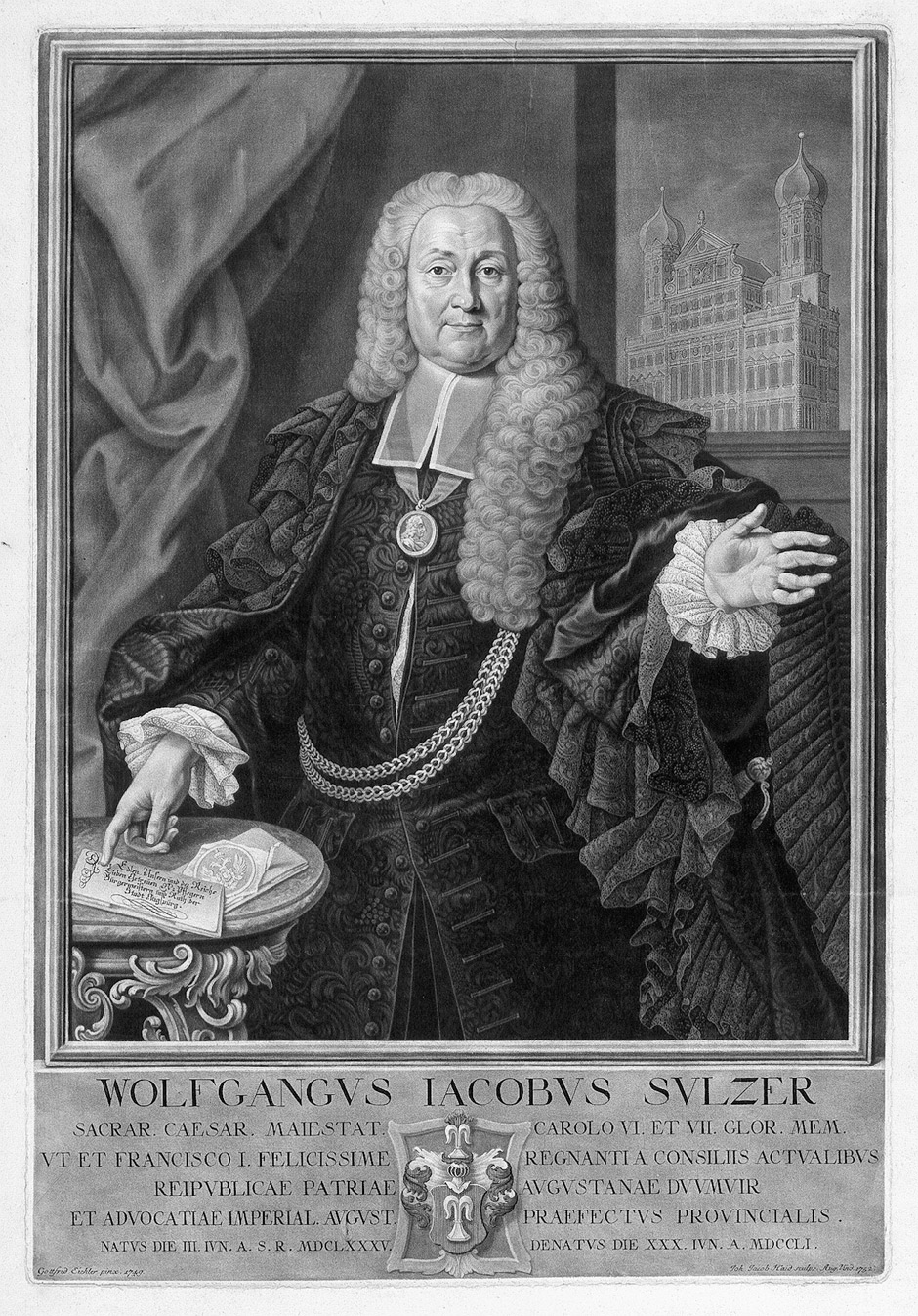
Портрет мера Аугсбурга Вольфганга Якоба Зульцера, мецо-тинто Йоганна Якоба Гайда, 1752 р.

Ме́цо-ти́нто (від італ. mezzo — середній і італ. tinto — фарбований), «чорна манера» — один із видів глибокого друку, методу створення гравюри на металі. 
Винайдено в середині XVII ст. голландським художником-самоуком Людвігом фон Зігеном. 
Принциповою відмінністю від інших манер офорту є не створення на дошці заглиблень (штрихів і крапок), а вигладжування світлих місць на пластині, що попередньо піддано зернінню. Зерніння виконується на мідній полірованій пластині, поверхня якої, завдяки спеціальній обробці, стає густозернистою і темною. У місцях, що відповідають світлим частинам малюнків, пластину вискоблють, потім полірують, створюючи поступові переходи від тіні до світла.